# Paradă LGBT

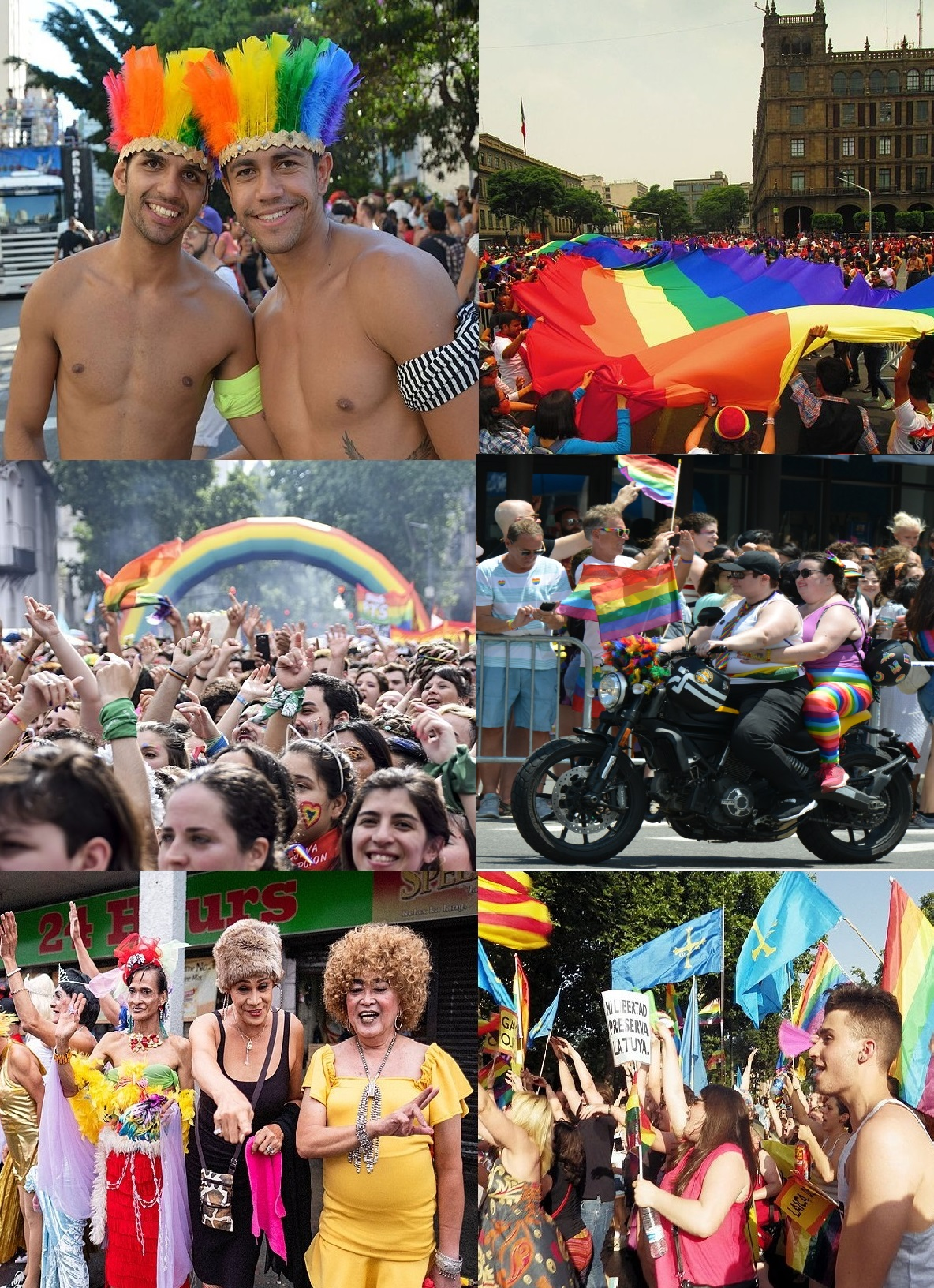
Parade Pride în jurul lumii

O paradă LGBT, câteodată cunoscută ca și parade de pride sau paradă gay, este o paradă organizată ca parte dintr-un festival al comunității lesbienelor, homosexualilor, bisexualilor și transexualilor (LGBT). Motivul acestor parade este comemorarea luptei pentru drepturi LGBT și afirmația mândriei (pride în engleză) în cultura LGBT. De cele mai multe ori paradele au loc anual, în luna iunie, pentru a comemora revolta de la Stonewall din 1969, New York, moment crucial pentru mișcarea LGBT.
Parade LGBT sunt organizate în majoritatea orașelor mari din Europa și din restul lumii vestice, în general având loc în cartierele gay. De când a luat avânt mișcarea mondială pentru drepturi LGBT, tot mai multe orașe au organizat astfel de parade.
Prima paradă LGBT din România a fost organizată în 2005, în București, ca parte din festivalul GayFest organizat de ACCEPT.